# Carlo Abarth
Karl (Carlo) Alberto Abarth (15 de noviembre de 1908-24 de octubre de 1979) fue un diseñador de automóviles nacido austriaco pero nacionalizado posteriormente italiano. Al hacer el cambio hizo lo propio con su nombre transformándolo a Carlo.

## Biografía
Abarth nació en Viena durante la época del Imperio austrohúngaro. En su juventud trabajó para Castagna, en Italia de 1925 a 1927, diseñando chasis de motocicleta y bicicleta. De regreso a Austria trabajó para Motor Thun y Joseph Opawsky de 1927 a 1934, y compitió con motocicletas, ganando su primera carrera sobre una James Cycle en Salzburgo el 29 de julio de 1928). Posteriormente fue pentacampeón de Europa pero continuó con su trabajo de ingeniero. Tras un grave accidente en Linz abandonó la competición y diseñó un sidecar en 1933, con el que consiguió batir al ferrocarril Orient Express en la línea de 1300 km desde Vienna hasta Oostende en 1934.
Se trasladó permanentemente a Italia en 1934, donde conoció al yerno de Ferdinand Porsche, Anton Piëch, y se casó con su secretaria. Abarth fue hospitalizado durante un largo periodo y vio finalizar su carrera deportiva debido a un accidente en Yugoslavia en 1938. Tras eso, se mudó a Merano, de donde proceden sus ancestros. Abarth conoció a Tazio Nuvolari y al amigo familiar Ferry Porsche, junto a sus ingenieros Rudolf Hruska y Piero Dusio, y establecieron la «Compagnia Industriale Sportiva Italia» (CIS Italia, posteriormente Cisitalia), en colaboración con Porsche Konstruktionen. El primer fruto de dicha cooperación fue poco exitoso, el «Tipo 360», un prototipo de Fórmula 1 (Ver también Porsche 360).  El proyecto «CIS Italia» finalizó cuando Dusio se mudó a Argentina hacia 1949.
Entonces Carlo Abarth fundó Abarth & C. junto a
Armando Scagliarini (padre del piloto de Cisitalia Guido Scagliarini) en Turín (31 de marzo de 1949), usando su signo del zodíaco, el
Escorpio como logotipo corporativo. La compañía fabricaba automóviles de competición, y se convirtió en uno de los mayores proveedores de escapes, todavía en activo «Abarth». 
Carlo Abarth estableció personalmente varios récords de velocidad en el Autodromo Nazionale Monza (20 de octubre de 1965).
Vendió la empresa el 31 de julio de 1971 a Fiat Group siguiendo como director y después volvió a Viena.